# Вишневое (Конотопский район)
Вишневое (укр. Вишневе) — село,
Красненский сельский совет,
Конотопский район,
Сумская область,
Украина.
Код КОАТУУ — 5922084902. Население по переписи 2001 года составляло 119 человек.

## Географическое положение
Село Вишневое находится у одного из истоков реки Терн.
Примыкает к селу Лебедево.
Рядом проходит автомобильная дорога Т-2504.

## Происхождение названия
На территории Украины 43 населённых пункта с названием Вишневое.